# Station Żółwino
Station Żółwino is een spoorwegstation in de Poolse plaats Żółwino (gemeente Drawno).